# Temenis pulchra
Temenis pulchra är en fjärilsart som beskrevs av William Chapman Hewitson 1861. Temenis pulchra ingår i släktet Temenis och familjen praktfjärilar. Inga underarter finns listade i Catalogue of Life.

## Bildgalleri

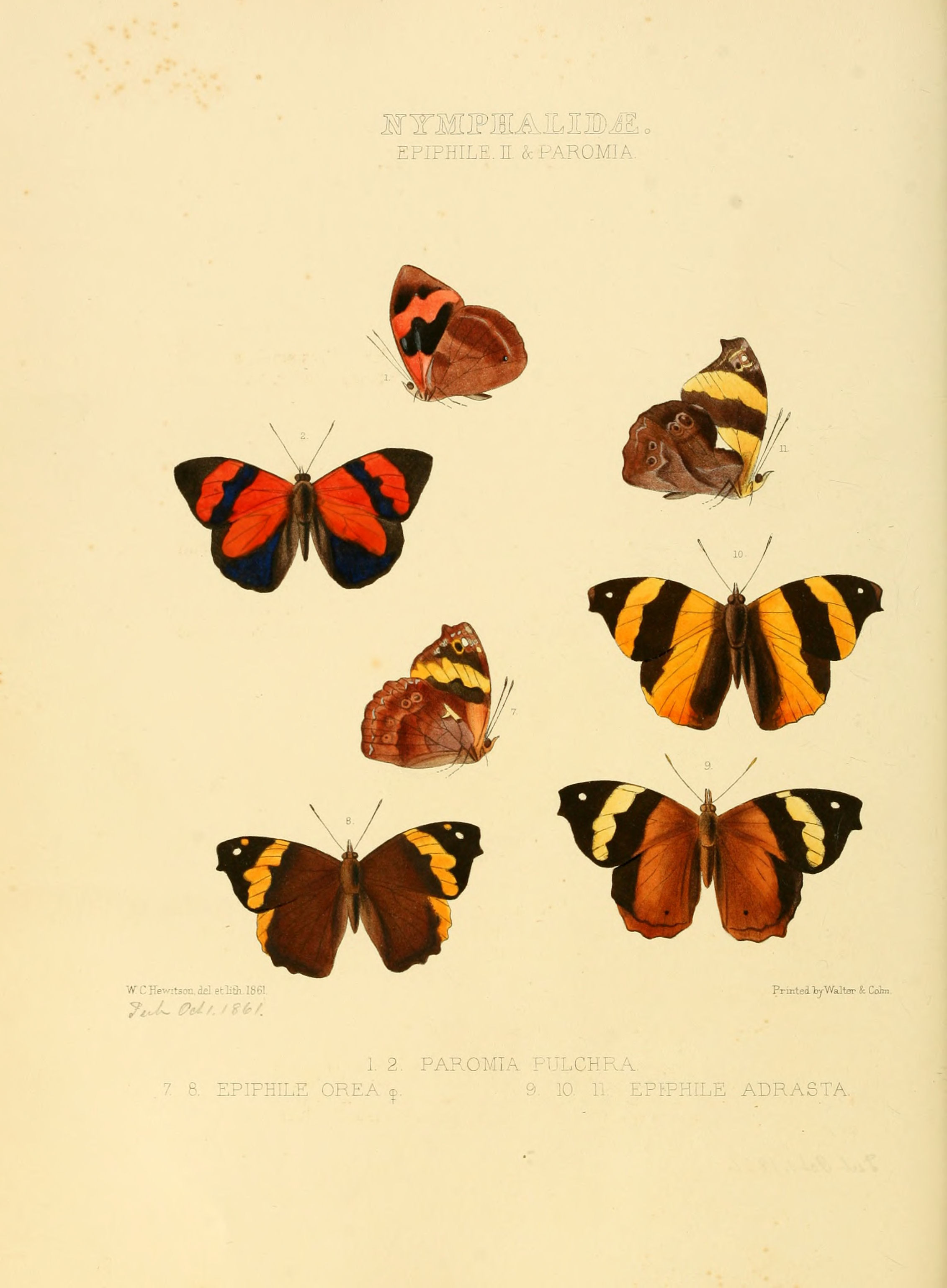